# Plebejus minnehaha
Plebejus minnehaha är en fjärilsart som beskrevs av Samuel Hubbard Scudder 1874. Plebejus minnehaha ingår i släktet Plebejus och familjen juvelvingar. Inga underarter finns listade i Catalogue of Life.